# Omerta - City of Gangsters
Omerta: City of Gangsters è un videogioco gestionale-strategico a turni del 2013, sviluppato da Haemimont Games e pubblicato da Kalypso Media (FX Interactive in Italia e Spagna) per Xbox 360, Microsoft Windows e Mac OS X.

## Trama
Il gioco si svolge nella città statunitense di Atlantic City (New Jersey) durante gli anni venti, ai tempi del proibizionismo; a causa del bando di vendita degli alcolici, la mafia ha potuto progredire grazie ai suoi spacci privati.
Il giocatore impersona un boss della famiglia D'Angelo, nato in un piccolo paesino italiano e poi ritrovatosi catapultato in una città piena di criminali organizzati. Mentre ottiene degli incarichi dal proprio capo, egli lavora con gli scagnozzi per rapinare banche, contrabbandare alcolici e armi e sconfiggere le bande rivali.

## Modalità di gioco
La mappa di Atlantic City è composta da cartelli che rappresentano gli scenari di gioco, che una volta completati permettono al protagonista di ricevere varie ricompense; spesso appaiono anche degli incarichi divisi in cinque categorie (birra, liquore, armi, denaro e speciali).
Il gioco si svolge in due fasi, quella gestionale (tempo reale) e quella di combattimento (a turni): nella prima il giocatore costruisce il proprio impero criminale finanziario, acquistando e vendendo birra, liquore e armi; nella seconda ha invece il compito di sconfiggere gli avversari presenti nello scenario o recuperare un determinato oggetto o personaggio. Le azioni più violente e gli affari più loschi alzano il livello di temibilità, che è in grado di abbassare il prezzo di terreni edificabili e migliorare l'efficienza di alcuni traffici, ma provocano anche un aumento della pressione poliziesca, che porta all'inizio delle indagini.

## Personaggi
Oltre al personaggio creato, il giocatore può reclutare fino a cinque gangster all'interno della propria banda in cambio di uno stipendio giornaliero.
- Bridgette Laval (Daredevil)
- Charles Campbell (Pops)
- Daniel Miller (Dandy)
- Eddie Sparks (Happy)
- Emmet O'Connel (Doc)
- Francis Johansen (Fishman)
- Frank Joseph (Wolf)
- Henry McCarty (Kid)
- Joey Tucci (Princess)
- Johnny Hastings (Deadeye)
- Luigi Tucci (Fixit)
- Mack (Knife)
- Marie Lucille (Juliet)
- Mario Tucci (Two-Gun)
- Paula Evans (Ma)
- Stanislav Kowalsky (Loony)
- Vincento Rizzo (Squigs)
- Walker Johnson (Big Man)
- Will Patterson (Romeo)

## Accoglienza
| Testata                          | Versione | Giudizio |
| -------------------------------- | -------- | -------- |
| Metacritic (media al 28-08-2020) | Windows  | 54/100   |
| Metacritic (media al 28-08-2020) | Xbox 360 | 43/100   |
| Hooked Game                      | Windows  | 8.5/10   |
| Metro GameCentral                | Windows  | 30%      |
| PC Gamer                         | Windows  | 78/100   |

Il gioco ha ricevuto recensioni prevalentemente moderate; l'atmosfera degli anni venti è stata molto apprezzata, così come il sistema di combattimento, ma la storia e la difficoltà sono state i suoi punti deboli.